# Liste der deutschsprachigen Ortschaften in der Wolgarepublik
Die Aufstellung einer Liste der Ortschaften in der Wolgarepublik mit einer deutschsprachigen Bevölkerung wurde durch die Sprachforschung des Germanisten Georg Dinges in der Wolgadeutschen Republik ermöglicht.
Georg Dinges erforschte in den Jahren von 1925 bis 1929 die Sprachinseln und Dialekte der Russlanddeutschen in der Wolgarepublik. In Zusammenarbeit mit reichsdeutschen Sprachforschern erstellte er eine Sprachkarte der Wolgadeutschen Mutterkolonien. Aus dieser Karte konnten die Ortschaften mit einer deutschsprachigen Bevölkerung ermittelt werden. Neben diesen sogenannten deutschsprachigen Ortschaften zeigte Dinges auch die Ortschaften der Wolgarepublik und der umliegenden Gebiete auf, in denen russisch, estnisch und tatarisch gesprochen wurde. Orte, die den gleichen Namen tragen, werden in der Liste mit römischen Zahlen aufgeführt. Die Anzahl der gelisteten Ortschaften entspricht dem Stand um das Jahr 1925.

## Liste der Ortschaften mit einer deutschsprachigen Bevölkerung
- Alexanderhöh
- Alexandertal
- Alt Weimar
- Anton (auch Sebastianowska)

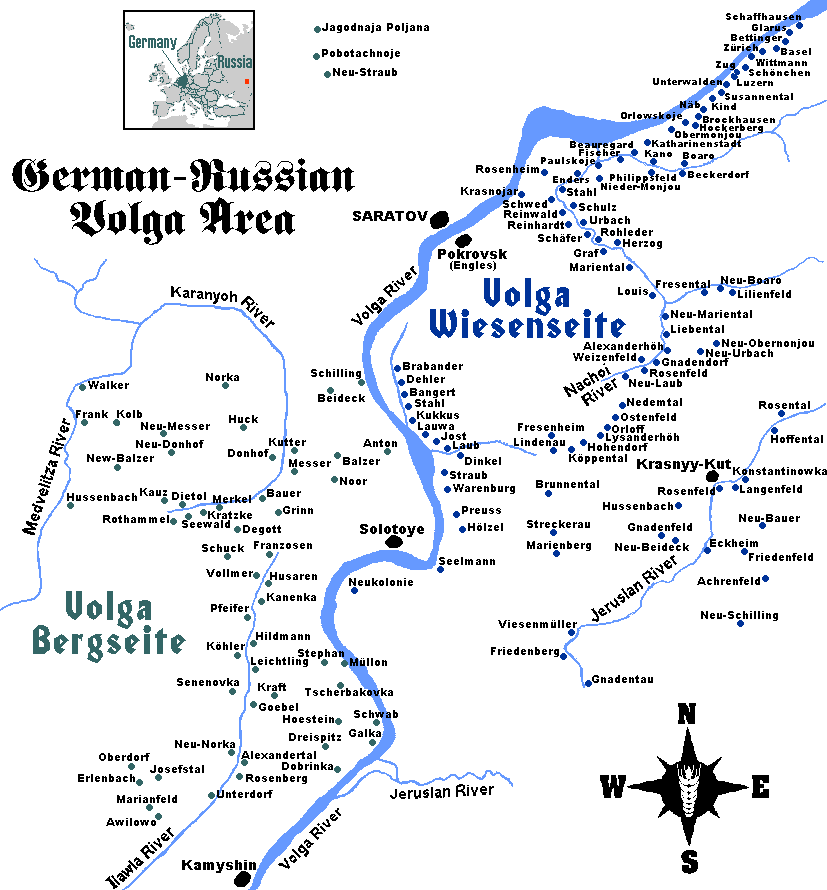
Lage der wolgadeutsche Ortschaften

zugehörig zu Balzer, evangelisch, gegr. 1764; Einwohner – 1772: 270 Personen, 1912: 3095 Personen, 1926: 1749 Personen
- Antonowka
- Bäckerdorf (auch Beckerdorf, Ernestinendorf)

zugehörig zu Marxstadt, evangelisch, gegr. 1767; Einwohner – 1772: 142 Personen, 1912: 1869 Personen, 1926: 1061 Personen
- Balakowo
- Balzer, Goly Karamysch

zugehörig zu Balzer, evangelisch, gegr. 1765; Einwohner – 1772: 479 Personen, 1912: 11110 Personen, 1926: 11556 Personen
- Bangert (auch Zaumorje)

zugehörig zu Kukkus, evangelisch, gegr. 1767; Einwohner – 1772: 102 Personen, 1912: 2246 Personen, 1926: 1380 Personen
- Basel / Kratz

zugehörig zu Marxstadt, evangelisch, gegr. 1767; Einwohner – 1772: 166 Personen, 1912: 4795 Personen, 1926: 3974 Personen
- Bauer (auch Karamyschewka)

zugehörig zu Kamyschin, evangelisch, gegr. 1766; Einwohner – 1772: 231 Personen, 1912: 4956 Personen, 1926: 1765 Personen
- Beideck (auch Talowka)

zugehörig zu Balzer, evangelisch, gegr. 1764; Einwohner – 1773: 360 Personen, 1912: 7054 Personen, 1926: 4210 Personen
- Bettinger (auch Baratajewka)

zugehörig zu Marxstadt, evangelisch, gegr. 1767; Einwohner – 1772: 74 Personen, 1912: 4452 Personen, 1926: 3036 Personen
- Blumenfeld[4]
- Boaro (auch Boisreux, Bordowskoje)

zugehörig zu Marxstadt, evangelisch, gegr. 1767; Einwohner – 1772: 281 Personen, 1912: 6063 Personen, 1926: 3544 Personen
- Boregardt (auch Beauregard, Boregard, Bujerak)

zugehörig zu Marxstadt, evangelisch, gegr. 1766; Einwohner – 1772: 174 Personen, 1912: 2484 Personen, 1926: 3210 Personen
- Brabander (auch Audincourt, Kazinskaja)

zugehörig zu Kukkus, katholisch, gegr. 1767; Einwohner – 1772: 366 Personen, 1912: 3885 Personen, 1926: 2434 Personen
- Brockhausen (auch Hummel)

zugehörig zu Marxstadt, evangelisch, gegr. 1767; Einwohner – 1772: 86 Personen, 1912: 1650 Personen, 1926: 737 Personen
- Brunnental
- Cäsarfeld

(erloschen, von Kirgisen zerstört), zugehörig zu Marxstadt, gegr. 1766; Einwohner – 1772: 44 Personen (zerstört)
- Chasselois (auch Chaisol)

(erloschen, 1774 von Kirgisen zerstört), zugehörig zu Marxstadt, katholisch, gegr. 1766
- Degott (auch Deigott, Kamenny Owrag)

zugehörig zu Frank, katholisch, gegr. 1767; Einwohner – 1772: 36 Personen, 1912: 658 Personen, 1926: 490 Personen
- Deller (auch Dehler, Beresowka)

zugehörig zu Kukkus, katholisch, gegr. 1767; Einwohner – 1772: 171 Personen, 1912: 3062 Personen, 1926: 2077 Personen
- Deutsch Danilowka
- Dinkel (auch Oberholstein, Tarlykowka)

zugehörig zu Kukkus, evangelisch, gegr. 1767; Einwohner – 1772: 179 Personen, 1912: 3586 Personen, 1926: 1711 Personen
- Dittel (auch Dietel, Oleschna, heute – Aleschniki)

zugehörig zu Frank, evangelisch, gegr. 1767; Einwohner – 1772: 351 Personen, 1912: 6569 Personen, 1926: 3016 Personen
- Dobrinka (auch Nischnaja Dobrinka)

zugehörig zu Kamenka, evangelisch, gegr. 1764; Einwohner – 1772: 353 Personen, 1912: 5400 Personen, 1926: 3209 Personen
- Dönnhof (auch Alt-Gololobowka)

zugehörig zu Balzer, evangelisch, gegr. 1766; Einwohner – 1772: 470 Personen, 1912: 8330 Personen, 1926: 5039 Personen
- Dreispitz (auch Werchnaja Dobrinka)

zugehörig zu Kamenka, evangelisch, gegr. 1767; Einwohner – 1772: 151 Personen, 1912: 3747 Personen, 1926: 1800 Personen
- Eckheim
- Eckstein
- Ehrenfeld
- Enders (auch Ust-Karaman)

zugehörig zu Marxstadt, evangelisch, gegr. 1765; Einwohner – 1772: 108 Personen, 1912: 2376 Personen, 1926: 1377 Personen
- Engels (Hauptstadt der Wolgarepublik)
- Erlenbach
- Fischer (auch Teljausa)

zugehörig zu Marxstadt, evangelisch, gegr. 1765; Einwohner – 1772: 142 Personen, 1912: 2987 Personen, 1926: 1800 Personen
- Frank (auch Medweziskij-Krestowoi Bujerak)

zugehörig zu Frank, evangelisch, gegr. 1767; Einwohner – 1772: 525 Personen, 1912: 11577 Personen, 1926: 5191 Personen
- Franker Kutter
- Frankreich
- Franzosen (auch Rossoschi)

zugehörig zu Balzer, evangelisch, gegr. 1765; Einwohner – 1772: 160 Personen, 1912: 3055 Personen, 1926: 1860 Personen
- Freidorf (später Thälmann-Kolchose) (nicht existent)
- Fresenheim
- Friedenberg
- Friedenfeld
- Frösental
- Galka (auch Ust-Kulalinka)

zugehörig zu Kamenka, evangelisch, gegr. 1764; Einwohner – 1772: 240 Personen, 1912: 3548 Personen, 1926: 2061 Personen
- Glarus (auch Bieberstein, Georgijewka)

zugehörig zu Marxstadt, evangelisch, gegr. 1767; Einwohner – 1772: 176 Personen, 1912: 3036Personen, 1926: 1500 Personen
- Gnadendorf
- Gnadenfeld
- Gnadenflur
- Gnadentau
- Göbel (auch Ust-Grjasnucha)

zugehörig zu Kamenka, evangelisch, gegr. 1767; Einwohner – 1772: 230 Personen, 1912: 2936 Personen, 1926: 2149 Personen
- Graf (auch Krutojarowka)

zugehörig zu Mariental, katholisch, gegr. 1766; Einwohner – 1772: 178 Personen, 1912: 2009 Personen, 1926: 1143 Personen
- Grimm (auch Lessnoj-Karamysch)

zugehörig zu Balzer, evangelisch, gegr. 1767; Einwohner – 1772: 769 Personen, 1912: 11788 Personen, 1926: 5300 Personen
- Hahnsau
- Herzog (auch Susly)

zugehörig zu Mariental, katholisch, gegr. 1766; Einwohner – 1772: 141 Personen, 1912: 2357 Personen, 1926: 1214 Personen
- Hildmann (auch Panowka)

zugehörig zu Kamenka, katholisch, gegr. 1767; Einwohner – 1772: 134 Personen, 1912: 2587 Personen, 1926: 1536 Personen
- Hockerberg (auch Bohn)

zugehörig zu Marxstadt, evangelisch, gegr. 1767; Einwohner – 1772: 110 Personen, 1912: 1792 Personen, 1926: 1016 Personen
- Hoffental
- Hohendorf
- Holstein

zugehörig zu Kamenka, evangelisch, gegr. 1765; Einwohner – 1772: 202 Personen, 1912: 2549 Personen, 1926: 1301 Personen
- Hölzel (auch Neuendorf, Kotschetnoje)

zugehörig zu Seelmann, katholisch, gegr. 1767; Einwohner – 1772: 198 Personen, 1912: 2906 Personen, 1926: 1950 Personen
- Huck (auch Splawnucha)

zugehörig zu Balzer, evangelisch, gegr. 1767; Einwohner – 1772: 380 Personen, 1912: 9600 Personen, 1926: 4921 Personen
- Huckertal (nicht existent)
- Husaren (auch Jelschanka)

zugehörig zu Frank, katholisch, gegr. 1765; Einwohner – 1772: 39 Personen, 1912: 2231 Personen, 1926: 1519 Personen
- Hussenbach  (I)
- Hussenbach (II) (auch Linewo Osero)

zugehörig zu Frank, evangelisch, gegr. 1767; Einwohner – 1772: 525 Personen, 1912: 8080 Personen, 1926: 6623 Personen
- Isenburg
- Jagodnoje (auch Jagodnaja Poljana, Beerenfeld)

zugehörig zu Jagodnaja Poljana, evangelisch, gegr. 1767; Einwohner – 1772: 402 Personen, 1912: 8845 Personen, 1926: 15000 Personen (einschließlich der Deutschen im ganzen Bezirk Jagodnaja Poljana)
- Josephstal
- Jost (auch Popowinka)

zugehörig zu Kukkus, evangelisch, gegr. 1767; Einwohner – 1772: 219 Personen, 1912: 2526 Personen, 1926: 1356 Personen
- Kamenka

zugehörig zu Frank, katholisch, gegr. 1765; Einwohner – 1772: 148 Personen, 1912: 3342 Personen, 1926: 3052 Personen
- Kamyschin
- Kaneau (auch Kano, Kanskoje)

zugehörig zu Marxstadt, evangelisch, gegr. 1767; Einwohner – 1772: 283 Personen, 1912: 2494 Personen, 1926: 1158 Personen
- Kauz (heute – Werschinka) (nicht existent)

zugehörig zu Frank, evangelisch, gegr. 1767; Einwohner – 1772: 141 Personen, 1912: 2800 Personen, 1926: 1518 Personen
- Kind (auch Baskakowka)

zugehörig zu Marxstadt, evangelisch, gegr. 1767; Einwohner – 1772: 140 Personen, 1912: 2890 Personen, 1926: 1701 Personen
- Keller

katholisch, gegr. 1767; Einwohner – 1772: 223 Personen, 1774 zerstört
- Köhler (auch Karaulny-Bujerak)

zugehörig zu Kamenka, katholisch, gegr. 1767; Einwohner – 1772: 282 Personen, 1912: 5970 Personen, 1926: 3097 Personen
- Kolb (heute – Peskowatka)

zugehörig zu Frank, evangelisch, gegr. 1767; Einwohner – 1772: 143 Personen, 1912: 3800 Personen, 1926: 2823 Personen
- Konstantinowka
- Köppental
- Kraft (auch Werchnaja Grjasnucha)

zugehörig zu Kamenka, evangelisch, gegr. 1767; Einwohner – 1772: 246 Personen, 1912: 6572 Personen, 1926: 2759 Personen
- Krasnojar

zugehörig zu Marxstadt, evangelisch, gegr. 1767; Einwohner – 1772: 460 Personen, 1912: 7923 Personen, 1926: 4893 Personen
- Krasny Kut
- Kratzke

zugehörig zu Frank, evangelisch, gegr. 1767; Einwohner – 1772: 137 Personen, 1912: 2497 Personen, 1926: 1282 Personen
- Kukkus
- Kutter (auch Brehning, Pfaffenchutor, Neumann, Popowka)

zugehörig zu Balzer, evangelisch, gegr. 1767; Einwohner – 1772: 353 Personen, 1912: 4260 Personen, 1926: 2065 Personen
- Langenfeld
- Laub (auch Tarlyk)

zugehörig zu Kukkus, evangelisch, gegr. 1767; Einwohner – 1772: 219 Personen, 1912: 3821 Personen, 1926: 1968 Personen
- Laube (auch Lauwe, Jablonowka)

zugehörig zu Kukkus, evangelisch, gegr. 1767; Einwohner – 1772: 179 Personen, 1912: 2680 Personen, 1926: 1954 Personen
- Leichtling (auch Ilawla)

zugehörig zu Kamenka, katholisch, gegr. 1767; Einwohner – 1772: 143 Personen, 1912: 2535 Personen, 1926: 1330 Personen
- Liebental
- Lilienfeld
- Lindenau
- Lui (Louis, auch Ostrogorka)

zugehörig zu Mariental, katholisch, gegr. 1766; Einwohner – 1772: 237 Personen, 1912: 5393 Personen, 1926: 2167 Personen
- Luzern (auch Remmler, Römmler, Michailowka)

zugehörig zu Marxstadt, katholisch, gegr. 1767; Einwohner – 1772: 188 Personen, 1912: 3860 Personen, 1926: 2890 Personen
- Lysanderhöh
- Mannheim
- Marienberg
- Marienburg
- Marienfeld
- Mariental (auch Dubowoi, Pfannenstiel, Tonkoschurowka)

zugehörig zu Mariental, evangelisch, gegr. 1766; Einwohner – 1772: 400 Personen, 1912: 7566 Personen, 1926: 4104 Personen
- Marxstadt (auch Katharinental)

zugehörig zu Marxstadt, evangelisch, gegr. 1766; Einwohner – 1772: 283 Personen, 1912: 11962 Personen (davon 2348 katholisch), 1926: 13150 Personen
- Medemtal
- Merker
- Merkel (heute – Makarowka)

zugehörig zu Frank, evangelisch, gegr. 1766; Einwohner – 1772: 141 Personen, 1912: 2458 Personen, 1926: 1299 Personen
- Messer (auch Ust-Solicha)

zugehörig zu Balzer, evangelisch, gegr. 1766; Einwohner – 1772: 397 Personen, 1912: 5295 Personen, 1926: 3575 Personen
- Moor (auch Kljutschi)

zugehörig zu Balzer, evangelisch, gegr. 1765; Einwohner – 1772: 276 Personen, 1912: 5710 Personen, 1926: 3667 Personen
- Morgentau
- Müller (auch Krestowoj-Bujerak)

zugehörig zu Kamenka, evangelisch, gegr. 1767; Einwohner – 1772: 142 Personen, 1912: 2486 nPersonen, 1926: 877 Personen
- Näb (auch Rjasanowka)

zugehörig zu Marxstadt, evangelisch, gegr. 1767; Einwohner – 1772: 148 Personen, 1912: 2748 Personen, 1926: 1645 Personen
- Neu Balzer
- Neu Bauer
- Neu Beideck
- Neu Boare
- Neu Dönnhof (heute – Nowinka)
- Neu Galka
- Neu Kolonie (auch Leitsinger, Kustarewo)

zugehörig zu Seelmann, katholisch, gegr. 1767; Einwohner – 1772: 249 Personen, von Kirgisen zerstört
- Neu Laub
- Neu Mariental
- Neu Messer (heute – Pogranitschnoje)
- Neu Norka
- Neu Obermonjou
- Neu Schaffhausen
- Neu Schilling
- Neu Straub
- Neu Urbach
- Neu Weimar
- Nieder-Monjou (Bobrowka)

zugehörig zu Marxstadt, evangelisch, gegr. 1767; Einwohner – 1772: 279 Personen, 1912: 4201 Personen, 1926: 2638 Personen
- Norka

zugehörig zu Balzer, evangelisch, gegr. 1767; Einwohner – 1772: 957 Personen, 1912: 14236 Personen, 1926: 7210 Personen
- Oberdorf (heute: Kupzowo)
- Obermonjou (heute: Kriwowskoje)

zugehörig zu Marxstadt, katholisch, gegr. 1767; Einwohner – 1772: 178 Personen, 1912: 2009 Personen, 1926: 1143 Personen
- Orlow
- Orlowskoje

zugehörig zu Marxstadt, evangelisch, gegr. 1767; Einwohner – 1772: 284 Personen, 1912: 6517 Personen, 1926: 3243 Personen
- Ostenfeld
- Paulskoj

zugehörig zu Marxstadt, evangelisch, gegr. 1767; Einwohner – 1772: 280 Personen, 1912: 3602 Personen, 1926: 2300 Personen
- Pfeiffer (auch Gniluschka)

zugehörig zu Frank, katholisch, gegr. 1767; Einwohner – 1772: 328 Personen, 1912: 5870 Personen, 1926: 2276 Personen
- Philipsfeld

zugehörig zu Marxstadt, evangelisch, gegr. 1767; Einwohner – 1772: 140 Personen, 1912: 1929 Personen, 1926: 879 Personen
- Pobotschnoje
- Pokrowsk
- Preuß (auch Preiss, Krasnopolje)

zugehörig zu Seelmann, katholisch, gegr. 1767; Einwohner – 1772: 403 Personen, 1912: 5735 Personen, 1926: 3286 Personen
- Propp Chutor
- Reinhart (auch Osinowka)

zugehörig zu Mariental, evangelisch, gegr. 1766; Einwohner – 1772: 100 Personen, 1912: 2182 Personen, 1926: 895 Personen
- Reinwald (auch Stariza)

zugehörig zu Mariental, evangelisch, gegr. 1767; Einwohner – 1772: 263 Personen, 1912: 5174 Personen, 1926: 2256 Personen
- Rohleder (auch Raskaty)

zugehörig zu Mariental, katholisch, gegr. 1766; Einwohner – 1772: 208 Personen, 1912: 2359 Personen, 1926: 1520 Personen
- Rosenberg
- Rosendamm
- Rosenfeld (I)
- Rosenfeld (II)
- Rosenheim (auch Podstepnoje)

zugehörig zu Mariental, evangelisch, gegr. 1765; Einwohner – 1772: 274 Personen, 1912: 4107 Personen, 1926: 2829 Personen
- Rosental
- Rothammel (heute – Pamjatnoje)

zugehörig zu Frank, katholisch, gegr. 1767; Einwohner – 1772: 100 Personen, 1926: 1717 Personen
- Saratow
- Sarepta

zugehörig zu Zarizyn (Wolgograd), evangelisch, gegr. 1765; Einwohner – 1772: 350 Personen, 1912: 1755 Personen
- Schäfer (auch Lipowka)

zugehörig zu Mariental, evangelisch, gegr. 1766; Einwohner – 1772: 207 Personen, 1912: 1770 Personen, 1926: 1782 Personen
- Schaffhausen (auch Wolkowo)

zugehörig zu Marxstadt, evangelisch, gegr. 1767; Einwohner – 1772: 153 Personen, 1912: 4561 Personen, 1926: 2606 Personen
- Schilling (auch Sosnowka)

zugehörig zu Balzer, evangelisch, gegr. 1764; Einwohner – 1772: 429 Personen, 1912: 3564 Personen, 1926: 2771 Personen
- Schönchen (auch Paninskoje)

zugehörig zu Mariental, katholisch, gegr. 1767; Einwohner – 1772: 198 Personen, 1912: 3132 Personen, 1926: 1617 Personen
- Schöndorf
- Schönfeld
- Schöntal
- Schuk (auch Schuck, Schuch, Grjasnowatka)

zugehörig zu Frank, katholisch, gegr. 1766; Einwohner – 1772: 91 Personen, 1912: 2469 Personen, 1926: 1803 Personen
- Schulz (auch Lugowaja-Grjasnucha)

zugehörig zu Mariental, evangelisch, gegr. 1766; Einwohner – 1772: 133 Personen, 1912: 3200 Personen, 1926: 1003 Personen
- Schwab (auch Buidakow-Bujerak)

zugehörig zu Kamenka, evangelisch, gegr. 1767; Einwohner – 1772: 187 Personen, 1912: 2295 Personen, 1926: 1133 Personen
- Schwed (auch Swonarewka)

zugehörig zu Marxstadt, evangelisch, gegr. 1765; Einwohner – 1772: 92 Personen, 1912: 3755 Personen, 1926: 1890 Personen
- Seelmann

zugehörig zu Seelmann, katholisch, gegr. 1767; Einwohner – 1772: 257 Personen, 1912: 8089 Personen, 1926: 5240 Personen
- Seewald (heute – Werchowje)

zugehörig zu Frank, katholisch, gegr. 1767; Einwohner – 1772: 142 Personen, 1912: 2469 Personen, 1926: 1803 Personen
- Semjonowka (auch Semenowka, Röthling)

zugehörig zu Kamenka, katholisch, gegr. 1767; Einwohner – 1772: 144 Personen, 1912: 6407 Personen, 1926: 4259 Personen
- Sichelberg
- Soloturn (auch Wittmann)

zugehörig zu Marxstadt, katholisch, gegr. 1767; Einwohner – 1772: 186 Personen, 1912: 4025 Personen, 1926: 2762 Personen
- Stahl (I) (auch Stahl am Karaman, Swonarewkut)

zugehörig zu Marxstadt, evangelisch, gegr. 1766; Einwohner – 1772: 171 Personen, 1912: 3940 Personen, 1926: 2063 Personen
- Stahl (II) (auch Stahl am Tarlyk, Stepnoje)

zugehörig zu Kukkus, evangelisch, gegr. 1767; Einwohner – 1772: 188 Personen, 1912: 4095 Personen, 1926: 2126 Personen
- Stephan (auch Wodjanoj-Bujerak)

zugehörig zu Kamenka, evangelisch, gegr. 1767; Einwohner – 1772: 144 Personen, 1912: 2910 Personen, 1926: 1660 Personen
- Straßburg
- Straßendorf
- Straub (auch Skatowka)

zugehörig zu Kukkus, evangelisch, gegr. 1767; Einwohner – 1772: 209 Personen, 1912: 3735 Personen, 1926: 2005 Personen
- Streckerau
- Susannental (auch Winkelmann)

zugehörig zu Marxstadt, evangelisch, gegr. 1767; Einwohner – 1772: 98 Personen, 1912: 1915 Personen, 1926: 1036 Personen
- Tscherbakowka (auch Deutsch-Tscherbakowka)

zugehörig zu Kamenka, evangelisch, gegr. 1765; Einwohner – 1772: 229 Personen, 1912: 4448 Personen, 1926: 1903 Personen
- Unterdorf (heute: Wesselowo)
- Unterwalden (auch Meinhard, Podlesnoje)

zugehörig zu Marxstadt, evangelisch, gegr. 1767; Einwohner – 1772: 150 Personen, 1912: 3598 Personen, 1926: 2078 Personen
- Urbach (auch Lipow-Kut)

zugehörig zu Mariental, evangelisch, gegr. 1767; Einwohner – 1772: 187 Personen, 1912: 2827 Personen, 1926: 1218 Personen
- Vollmer (auch Volmar, Kopenka, Lugowoj)

zugehörig zu Kamenka, katholisch, gegr. 1766; Einwohner – 1772: 158 Personen, 1912: 1715 Personen, 1926: 1496 Personen
- Walter Kutter (auch Walter, Gretschinnaja-Luka)

zugehörig zu Frank, evangelisch, gegr. 1767; Einwohner – 1772: 431 Personen, 1912: 6660 Personen, 1926: 2739 Personen
- Walujewka
- Warenburg (auch Priwalnoje)

zugehörig zu Kukkus, evangelisch, gegr. 1767; Einwohner – 1772: 579 Personen, 1912: 8312 Personen, 1926: 4754 Personen
- Weizenfeld
- Wiesenmüller
- Wolsk (Wolskoje, Kukkus, Neubrabant)

zugehörig zu Kukkus, evangelisch, gegr. 1767; Einwohner – 1772: 181 Personen, 1912: 3796 Personen, 1926: 2459 Personen
- Zug (auch Gattung, Marinskoje)

zugehörig zu Marxstadt, katholisch, gegr. 1767; Einwohner – 1772: 157 Personen, 1912: 3603 Personen, 1926: 2331 Personen
- Zürich

evangelisch, gegr. 1767; Einwohner – 1772: 193 Personen, 1912: 5254 Personen, 1926: 2643 Personen